# Amelbert
Svatý Amelbert († přibližně 800) byl bavorský kněz v římskokatolické církvi uctíván jako svatý.
Podobně jako u většiny světců raného středověku lze v legendě o sv. Amelbetovi těžko odlišit fakta od zbožné fikce. Je známo tolik, že se narodil v rytířské rodině, ale odmítl nosit zbraně. Rodiče mu tedy svěřili péči o dobytek. Aby zlomili jeho odhodlání žít cudně, poslali za ním prostitutku. Amelbert se ubránil hořící pochodní. Po smrti otce přijal kněžské svěcení a putoval do Říma. Po návratu obnovil v rodném kraji bohoslužby v opuštěném kostele a stal se duchovním pastýřem lidí širokého okolí.
Římskokatolická církev slaví jeho svátek 17. ledna.